# Domanowo
Domanowo est un village de Pologne, situé dans la gmina de Brańsk, dans le Powiat de Bielsk Podlaski, dans la voïvodie de Podlachie.
Selon le recenssement de la commune de 1921, ont habité dans le village 453 personnes, dont 444 étaient catholiques, 3 orthodoxes, et 6 judaïques. Parallèlement, 444 habitants ont déclaré avoir la nationalité polonaise, 3 la nationalité biélorusse, la nationalité juive. Dans le village, il y avait 70 bâtiments habitables.

## Source
- (en) Cet article est partiellement ou en totalité issu de l’article de Wikipédia en anglais intitulé « Domanowo, Podlaskie Voivodeship » (voir la liste des auteurs).